# Horná Seč
Horná Seč (bis 1927 slowakisch auch „Horná Seča“ – bis zum 19. Jahrhundert „Malá Seča“; ungarisch Felsőszecse – bis 1907 Kisszecse) ist eine Gemeinde im Westen der Slowakei mit 585 Einwohnern (Stand 31. Dezember 2024), die zum Okres Levice, einem Teil des Nitriansky kraj, gehört.

## Geographie
Die Gemeinde befindet sich im Osten des slowakischen Donautieflands, am linken Ufer des unteren Hron. Das Ortszentrum liegt auf einer Höhe von 158 m n.m. und ist fünfeinhalb Kilometer von Levice entfernt.
Nachbargemeinden sind Starý Tekov im Norden, Levice im Nordosten, Dolná Seč im Osten und Süden und Kalná nad Hronom im Westen.

## Geschichte

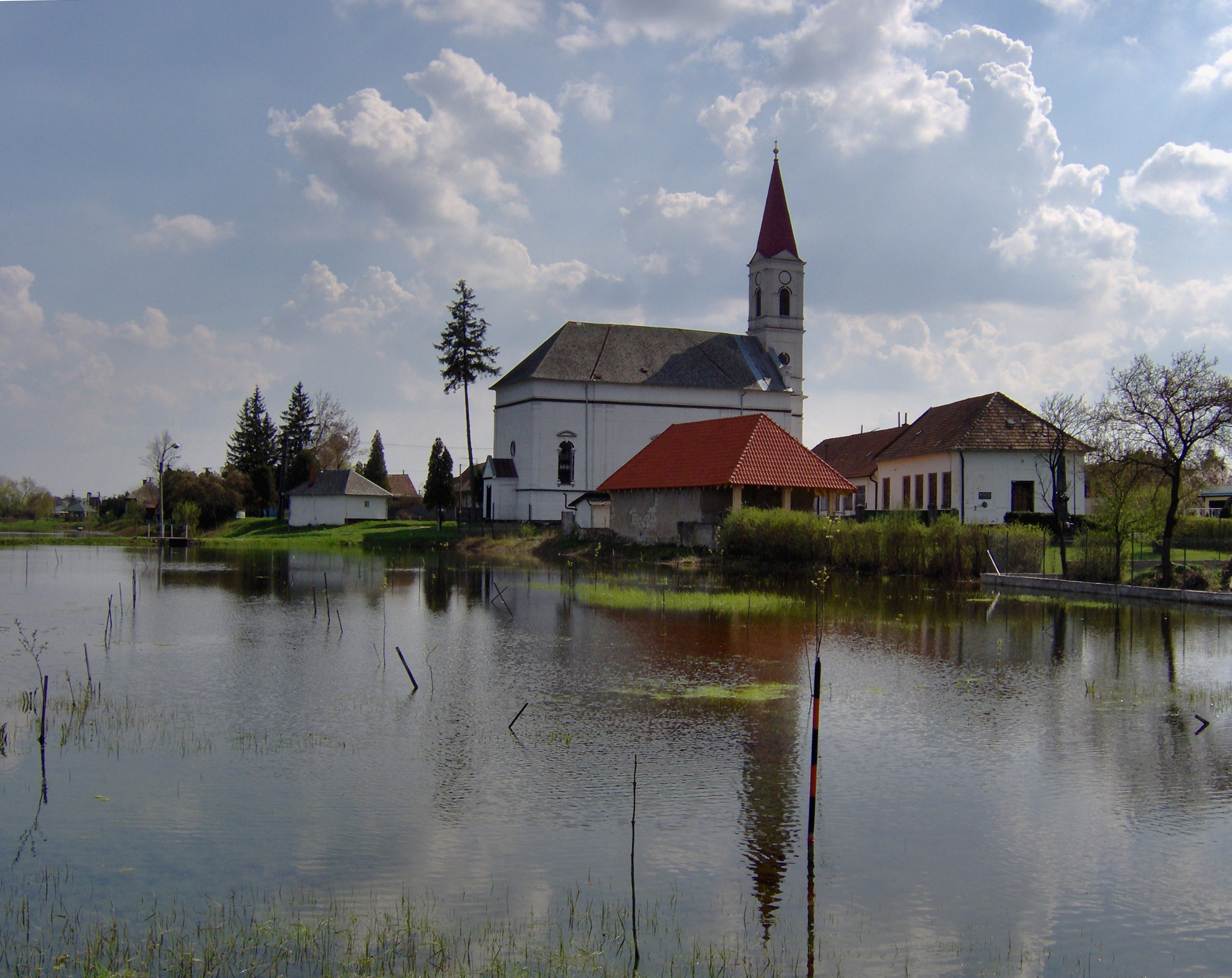
Kirche in Horná Seč

Im heutigen Gemeindegebiet gab es mehrere archäologische Funde, wie zum Beispiel keramische Überreste der Lengyel-Kultur, einen Bronzefund aus der Jungbronzezeit und eine Siedlung der Čaka-Kultur.
Horná Seč wurde zum ersten Mal 1355 als Zedche et altera Zedche schriftlich erwähnt, war anfangs Besitz des örtlichen Landadels, ehe 1401 das Erzbistum Gran die Ortsgüter für sich beschlagnahmte. Später erscheint die Familie Lévai, 1534 kam der Ort zur Herrschaft der Burg Lewenz. Im 16. und 17. Jahrhundert musste der Ort mehrmals Tribut an das Osmanische Reich entrichten. 1601 standen 18 Häuser im Ort, 1664 wohnten nach einem türkischen Steuerverzeichnis im damals Kis Szicse genannten Ort 29 Haushalte, 1720 gab es 18 Steuerzahler, 1828 zählte man 15 Häuser und 95 Einwohner, die als Landwirte oder Töpfer beschäftigt waren und Erzeugnisse aus Reisig herstellten.
Bis 1918 gehörte der im Komitat Bars liegende Ort zum Königreich Ungarn und kam danach zur Tschechoslowakei beziehungsweise heute Slowakei. Auf Grund des Ersten Wiener Schiedsspruchs lag er 1938–1945 noch einmal in Ungarn.

## Bevölkerung
| Jahr                | 1994 | 2004    | 2014    | 2024    |
| ------------------- | ---- | ------- | ------- | ------- |
| Anzahl der Personen | 477  | 494     | 537     | 585     |
| Unterschied         |      | +3,56 % | +8,70 % | +8,93 % |

| Jahr                | 2023 | 2024    |
| ------------------- | ---- | ------- |
| Anzahl der Personen | 583  | 585     |
| Unterschied         |      | +0,34 % |

Nach der Volkszählung 2011 wohnten in Horná Seč 522 Einwohner, davon 423 Slowaken, 91 Magyaren, vier Tschechen und ein Pole. Drei Einwohner machten keine Angabe zur Ethnie.
137 Einwohner bekannten sich zur römisch-katholischen Kirche, 86 Einwohner zur Evangelischen Kirche A. B. , 83 Einwohner zu den Brethren, 72 Einwohner zur reformierten Kirche, 16 Einwohner zu den Zeugen Jehovas, jeweils ein Einwohner zu den Siebenten-Tags-Adventisten, zur altkatholischen Kirche, zur griechisch-katholischen Kirche und zur tschechoslowakischen hussitischen Kirche und neun Einwohner zu einer anderen Konfession. 103 Einwohner waren konfessionslos und bei 12 Einwohnern wurde die Konfession nicht ermittelt.

## Bauwerke
- reformierte (calvinistische) Toleranzkirche aus dem Jahr 1789, 1891 umgebaut und um den Turm ergänzt[6]